# كاماسوترا (علامة تجارية)
الواقي الذكري كاماسوترا (بالإنجليزية: KamaSutra condoms)‏ هي ثاني أكبر علامة تجارية الواقي الذكري في الهند. يتم تصنيعها من قبل J.K. أنسيل المحدودة (JKAL)، وهي مشروع مشترك بين 50:50 ريمون المجموعة، أكبر شركة في الهند النسيج وشركة الملابس ذات العلامات التجارية، وأنسل المحدودة. JKAL لديها وحدة تصنيع الواقي الذكري في اورانجاباد في ولاية ماهاراشترا، الهند مع القدرة على تصنيع 350 مليون قطعة سنويا. بدأت JKAL عملياتها في عام 1991 وأطلقت الواقي الذكري كاماسوترا نفس العام. قبل تشكيل مشروع مشترك في عام 1996، كان تقسيم الواقي الذكري جزء من JK المواد الكيميائية المحدودة، وهي شركة تابعة لمجموعة ريمون.
كاماسوترا لديها مجموعة من الواقيات الذكرية محكم وغيرها من المصالح الخاصة - منقط، مضلع، احيط، LongLast، الرقة، الكثافة (محكم متعددة)، على نحو سلس (عادي، من خارج مشحم)، والواقي الذكري اضافية كبيرة المشتعل والنكهة / الرائحة.